# Lebusa
Lebusa település Németországban, azon belül Brandenburgban. Lakosainak száma 796 fő (2023. december 31.).

## Népesség
A település népességének változása:
| Lakosok száma | 928  | 832  | 782  | 759  | 791  | 793  | 796  |
|               | 2005 | 2010 | 2017 | 2019 | 2021 | 2022 | 2023 |